# جيهند
جيهند رمزها «JI» (بالإنجليزية: Jind)‏ ، هو تقسيم إداري لدولة الهند تتبع ولاية هاريانا (بالإنجليزية: Haryana)‏ ، مركزها هو مدينة جيهند (بالإنجليزية: Jind)‏ عدد سكانها حسب تعداد سنة 2001 هو 1,189,725 ، مساحتها 2,736 كم² وكثافة السكان 435 لكل كم² .